# Comarca de Sierra Mágina

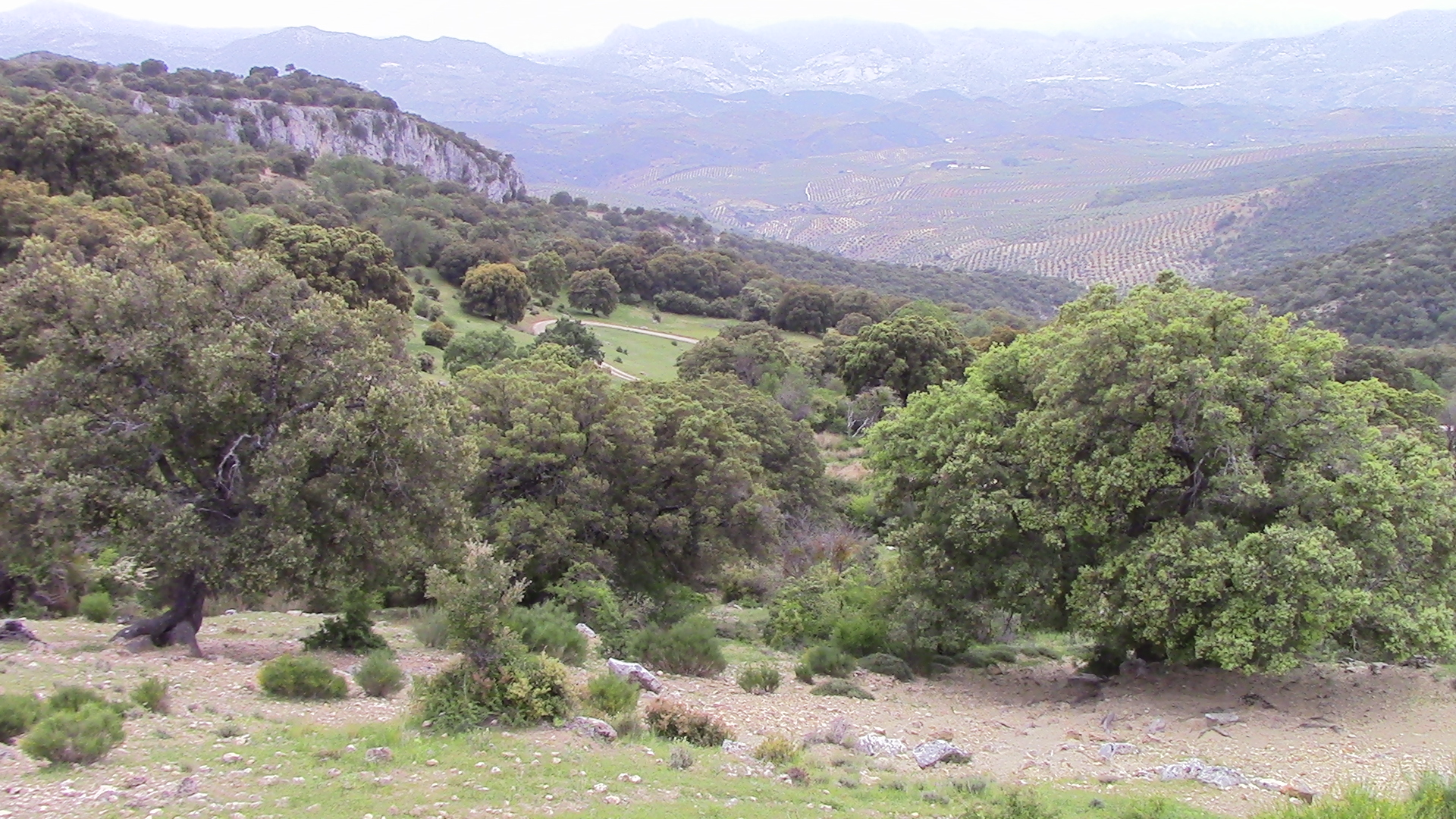
Parque natural de Sierra Mágina

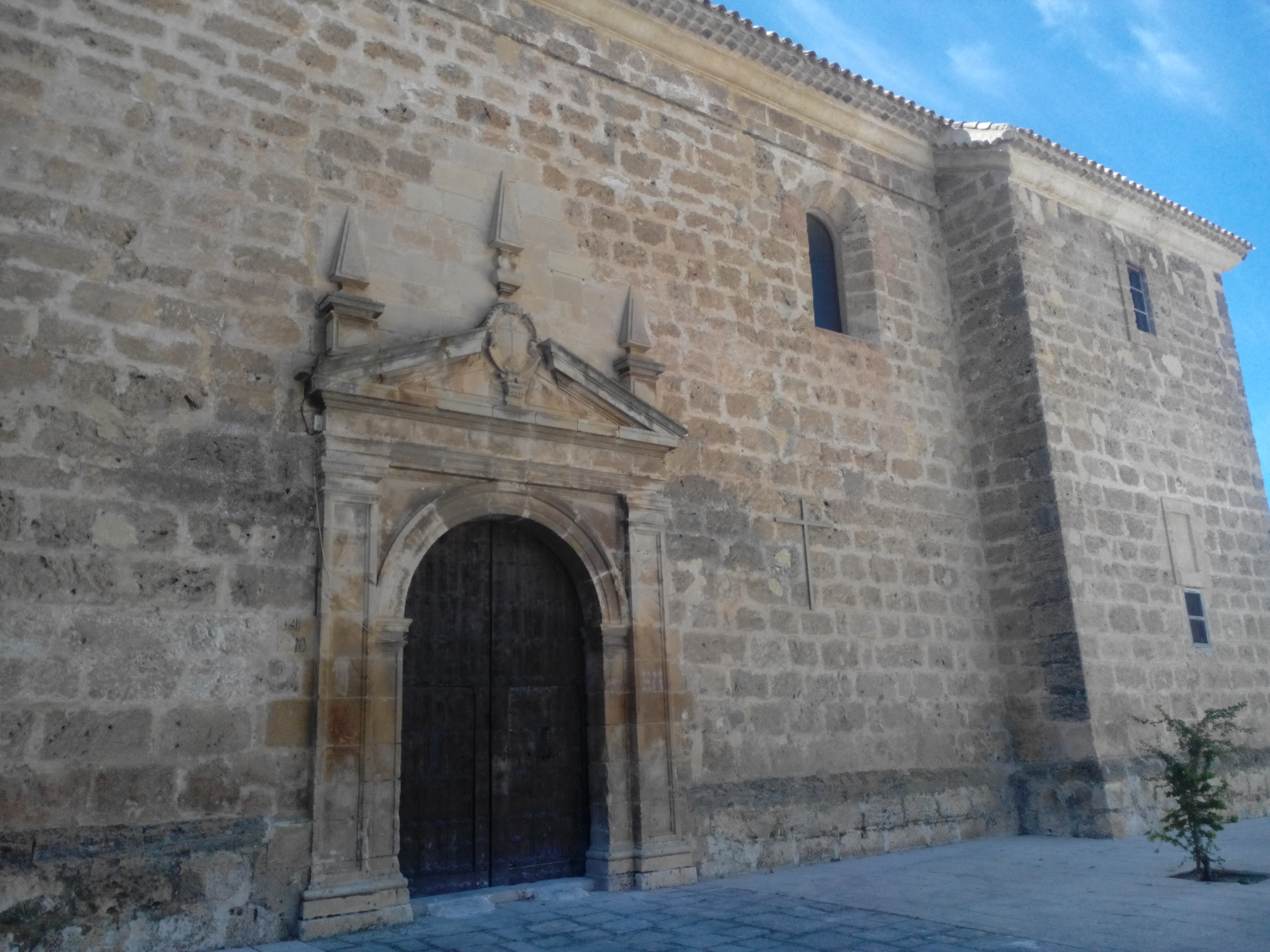
Iglesia de la Santa Cruz, Pegalajar

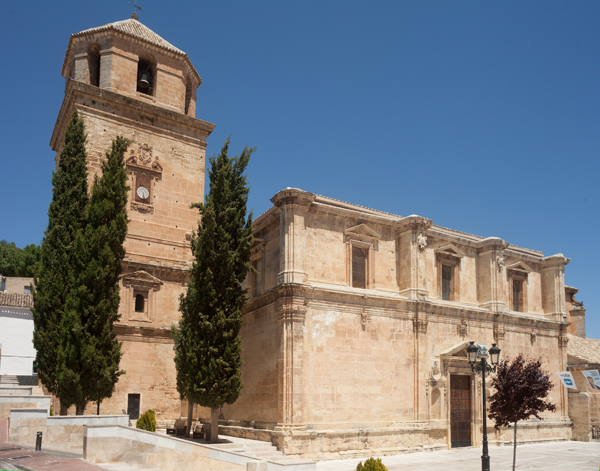
Iglesia de la Inmaculada Concepción, Huelma

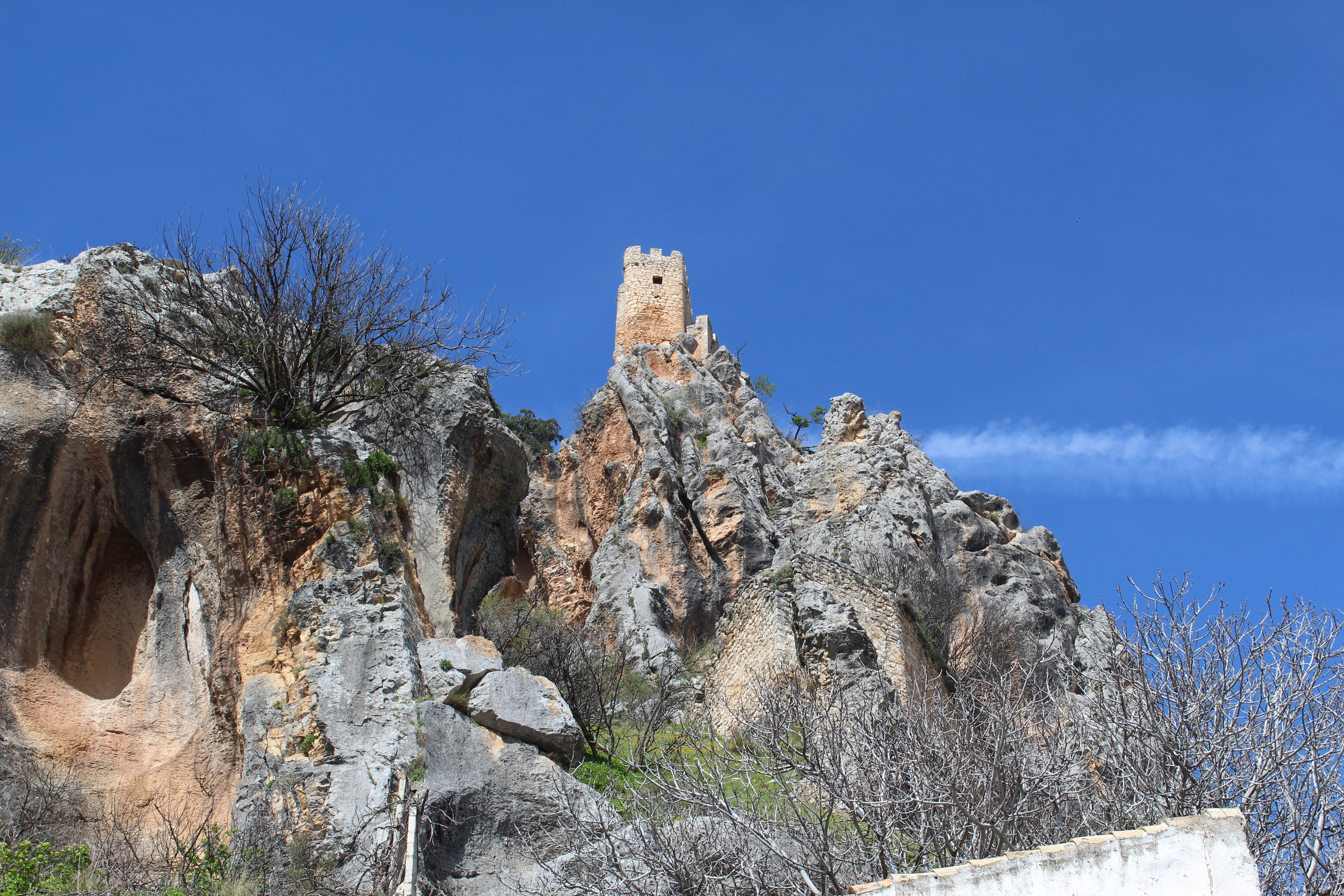
Castillo de Albanchez de Mágina

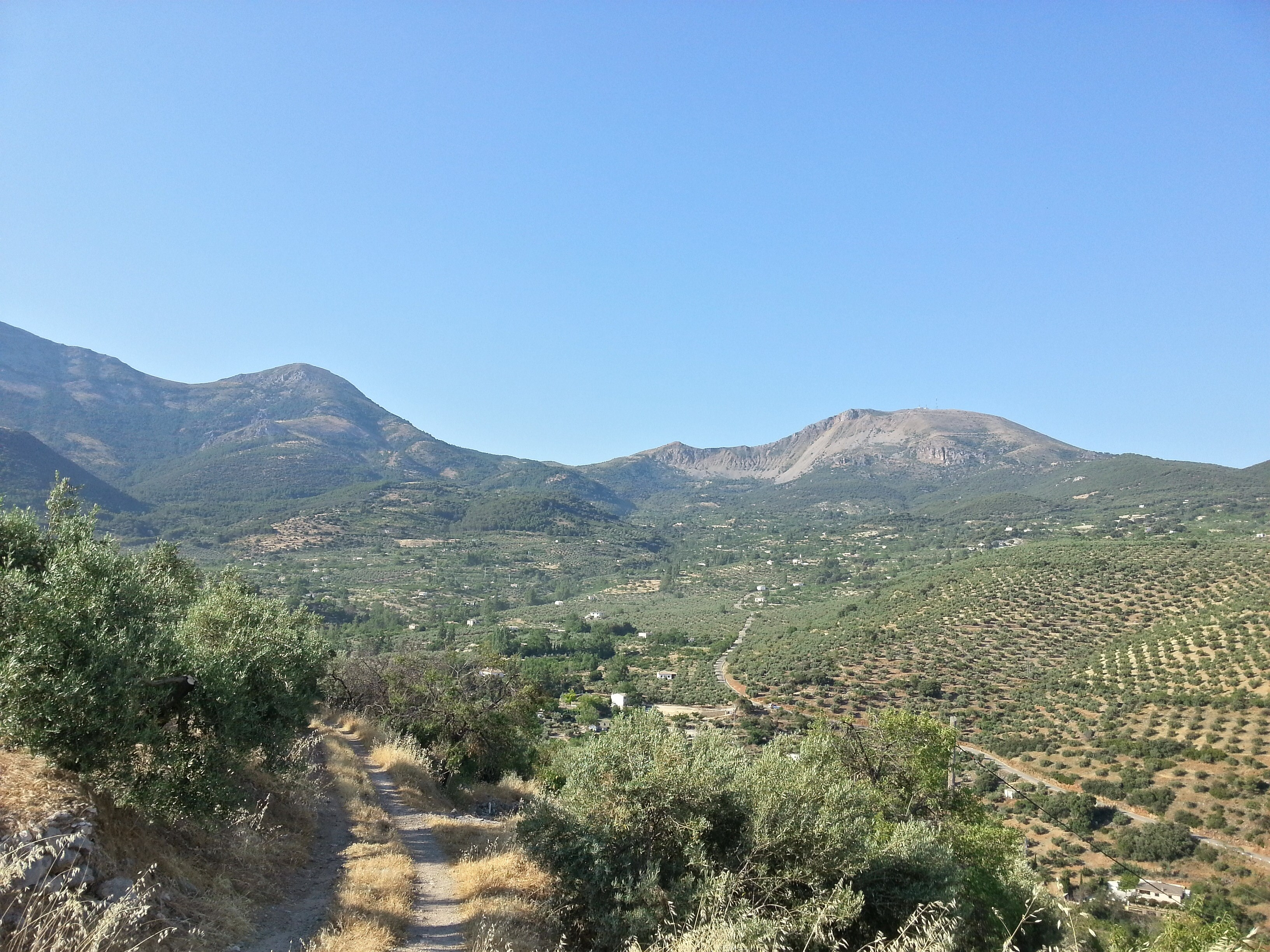
Sierra Mágina en verano

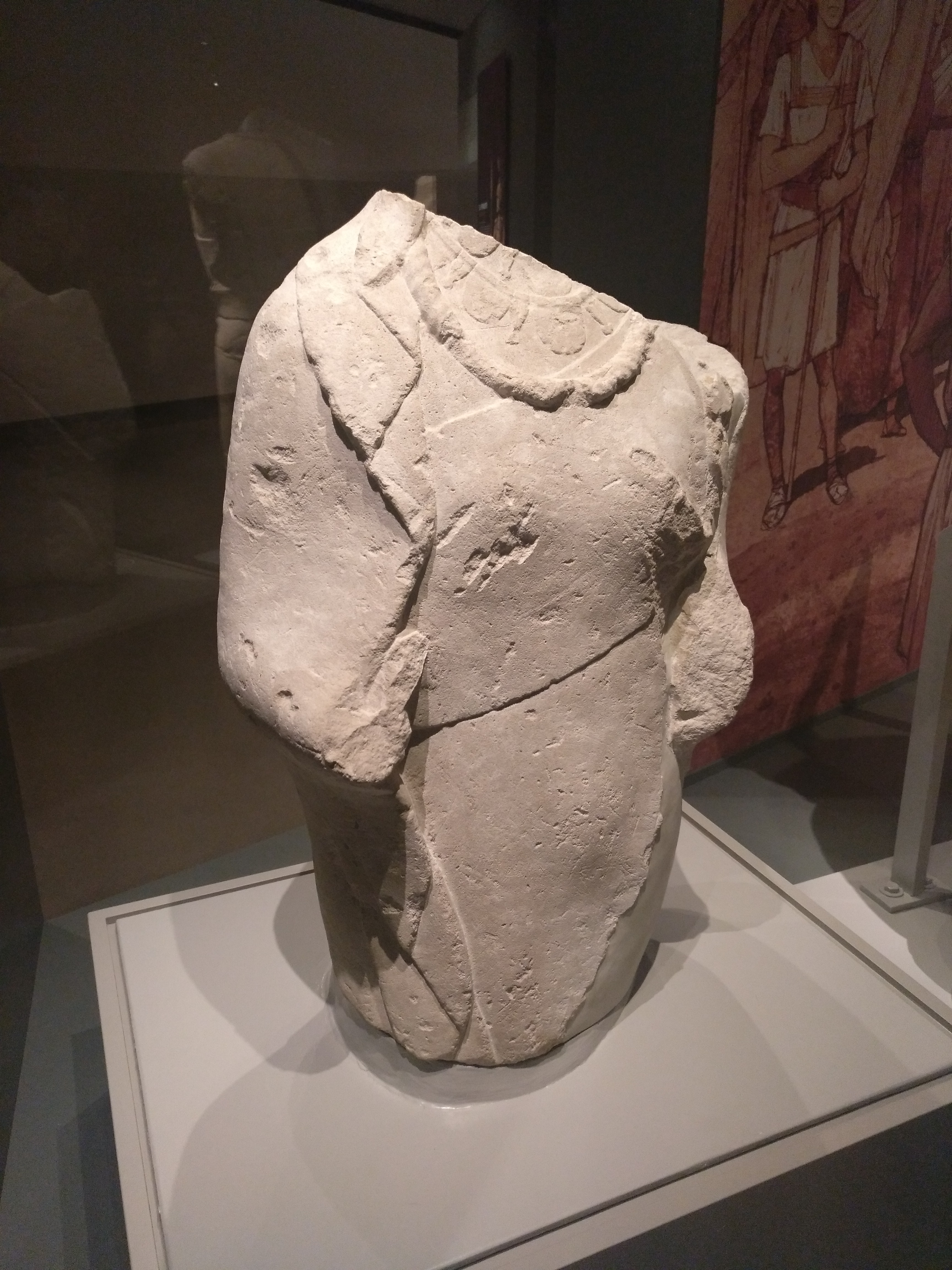
Dama íbera hallada en el Cerro Alcalá, Huelma

Sierra Mágina es el nombre de una comarca de las diez que tiene la provincia de Jaén en España. Una parte significativa de su territorio forma parte del Parque natural de Sierra Mágina.
La población de esta comarca es de 42.601 habitantes (INE 2022), tiene una superficie de 1.389,4 km², y una densidad de población de 30,66 hab/km². Su capital como centro administrativo es el municipio de Jódar, donde residen casi 1 de cada 3 habitantes de esta comarca.
Como curiosidad, puede señalarse que una ciudad imaginaria llamada Mágina es el escenario de varias de las novelas del novelista ubetense Antonio Muñoz Molina.

## Toponimia
El término Mágina puede proceder de la raíz ibera magin (nombre propio que pervive en levante y noroeste de España) más el sufijo íbero -en siendo Mágina "dominio de Magín".

## Municipios
La comarca de Sierra Mágina se encuentra compuesta por los siguientes municipios:
| Escudo | Municipio              | Superficie (km2) | Población (2024) | Densidad (hab./km2) |
| ------ | ---------------------- | ---------------- | ---------------- | ------------------- |
|        | Albanchez de Mágina    | 38,83            | 930              | 23,95               |
|        | Bedmar y Garcíez       | 119,0            | 2 571            | 21,61               |
|        | Bélmer de la Moraleda  | 49,40            | 1 509            | 30,55               |
|        | Cabra del Santo Cristo | 186,0            | 1 651            | 8,88                |
|        | Cambil                 | 139,89           | 2 632            | 18,81               |
|        | Campillo de Arenas     | 116,72           | 1 703            | 14,59               |
|        | Cárcheles              | 43,0             | 1 293            | 30,07               |
|        | Huelma                 | 250,29           | 5 522            | 22,06               |
|        | Jimena                 | 48,04            | 1 234            | 25,69               |
|        | Jódar                  | 149,33           | 11 366           | 76,11               |
|        | Pegalajar              | 79,89            | 2 827            | 35,39               |
|        | Larva                  | 41,76            | 436              | 10,44               |
|        | Noalejo                | 49,63            | 1 783            | 35,93               |
|        | Torres                 | 80,04            | 1 343            | 16,78               |
|        | Total                  | 1 391,82         | 36 800           | 26,44               |

## Naturaleza
El parque natural de Sierra Mágina se encuentra en el entorno del macizo montañoso de Sierra Mágina y es de alto valor biológico por la flora que alberga con endemismos de la península, subbéticos y exclusivos. Dentro del parque natural se encuentra el Monumento Natural Pinar de Cánavas. El Espacio Fluvial Sobresaliente río Bedmar dentro del parque natural posee las formaciones de adelfas de mayor tamaño de la Península que es el Adelfal del Cuadros.
Además merece destacar el embalse de Pedro Marín que forma parte del Paraje Natural del Alto Guadalquivir. Las Estribaciones de Sierra Mágina están consideradas Lugar de Interés Común (LIG). Tanto el parque natural de Sierra Mágina como el Paraje Natural del Alto Guadalquivir están consideradas zona ZEPA (Zona de Especial Protección para las Aves). Es ZEC (Zona de Especial Conservación) el  tramo inferior del río Guadalimar y Alto Guadalquivir

## Patrimonio histórico
- Anexoː Patrimonio Histórico Andaluz en Sierra Mágina

En la cueva del Morrón en Torres se han hallado pinturas parietales. Durante el Neolítico, en la comarca se desarrollará la cultura de cuevas destacando la necrópolis de Bedmar y de la Edad de Cobre en La Graja en el monte Aznaitín de Jimena y Navalcán en Noalejo. De la Edad de Bronce tardía se encuentran yacimientos significativos en el valle del río Guadalbullón como la cueva de los Esqueletos en Albanchez de Mágina y la cueva del Aro (Los Majuelos) en Pegalajar
La cultura Ibérica corresponde al periodo histórico de la Edad del Hierro, entre el siglo VII y el siglo I a. C. De la época íbera data la construcción ciclópea de Larva. Además hay interesantes hallazgos que se encuentran en el Museo Íbero de Jaén, Museo Arqueológico de Úbeda y en el Museo Provincial de Jaén como las esculturas de la dama de Cerro Alcalá en Torres, la esfinge de Jandulilla en Jódar, cabeza femenina y el León Ibérico de Jimena, o el conjunto escultórico del cortijo del Pajarillo de Huelma.
Se encuentran asimismo yacimientos de la hispania romana como Ossigi-Latonium en Cerro Alcalá en Torres, Vergilia o Viniolis en Arbuniel. Se encuentran restos romanos por toda la comarca. Abundan los enterramientos, la tégula romana y cerámica sigillata esparcida por los campos y restos de construcciones, como consecuencia de la profusión de villas agrícolas. Las manifestaciones artísticas del período visigodo a partir del S.VI se distribuyen en su mayoría entre epigrafías, canceles, mesas de altar, sarcófagos y monedas que han aparecido en Cárchel y Bedmar. En Torres existe una pila bautismal donde destaca el sogueado del borde.
Desde los siglos XIII a XV se encuentra en el territorio de la frontera de Granada entre la Corona de Castilla y el Reino Nazarí. De esta época datan castillos, fortalezas y torres de defensa y vigilancia como el Castillo de Jimena, Castillo de Huelma, Castillo de Solera, Castillo de Cambil y de Alhabar, Peña de los Buitres de Pegalajar y Castillo de Pegalajar que se pueden recorrer en la Ruta de Los Nazaríes. Dentro de los edificios religiosos encontramos en estilo gótico y mudéjar la iglesia parroquial de Santiago el Mayor de Jimena. El renacimiento se puede observar en las Iglesias de la Inmaculada de Huelma. De finales del siglo XVI son la iglesia parroquial de la Asunción de Garciez y la iglesia parroquial de la Santa Cruz de Pegalajar. Dentro del estilo manierista destaca la Iglesia de la Asunción de Bedmar. Al estilo barroco pertenece Nuestra Señora de la Exaltación en Cabra del Santo Cristo. Finalmente, el neoclasicismo se observa en la de la Asunción de Jódar, la Parroquial de Carchelejo, y la de Nª Sª de los Remedios de Cárchel.
Dentro de la arquitectura civil destacan las casas consistoriales de Pegalajar (siglo XVIII), de Noalejo (siglo XVIII). Además señalar la casa de los Marqueses de Camarasa en Torres, el Antiguo Hospital y la portada de la Casa del Condestable de Cambil, y la Casa Grande de Cabra del Santo Cristo. De finales del siglo XIX en estilo historicista figuran las casas del centro de Bedmar, el ayuntamiento y cámara agraria de Jódar. Señalar también el puente ferroviario del Salado en Larva, récord de altura en el año de su inauguración en 1899.

## Cultura del aceite
En un total de 16 municipios del ámbito de la Denominación de Origen Sierra Mágina hay 53 almazaras de las cuales 45 de ellas se encuentran certificadas con la D.O. Se trata de la base de la gastronomía de la zona y es la actividad que mayor riqueza y empleo general. Las explotaciones son de olivar tradicional de secano y regadío situado en pendientes con un desnivel medio entre el 10-15%. La variedad picual es la predominante. 
En cuanto a premios y reconocimientos, en 2019 El Santuario de Mágina Selección Temprana (Jaén) de la SCA San Isidro Labrador de Huelma quedó el primero de su categoría en los premios de la publicación Evooleum. Con el galardón de Alimentos de España del Ministerio de Agricultura ha sido reconocida la S.C.A. Santísimo Cristo de la Misericordia de Jódar en 2019. También el premio Expoliva y Jaén Selección ha sido para Monva de Mancha Real y el tercer premio Mario Solinas del Consejo Oleícola Internacional ha sido para Melgarejo de Pegalajar, entre otros.Los aceites "Dominus Cosecha Temprana" de la almazara Monva de Mancha Real, "Santuario de Mágina" de la SCA San Isidro Labrador de Huelma y "Oro de Cánava" de la SCA Nuestra Señora de los Remedios de Jimena han sido reconocidos en los Premios Alcuza 2019 de la DːO. Sierra Mágina.